# 函館税関
函館税関（はこだてぜいかん）は日本の税関。函館市に主たる事務所を置く。
北海道、北東北3県（青森県、岩手県、秋田県）を管轄する。

## 歴史
- 1859年（安政6年） 箱館運上所開設[1]。
- 1869年（明治2年） 函館運上所に改称[1]。
- 1872年（明治5年） 運上所の呼称を『税関』に統一し、函館税関初の庁舎完成
- 1890年（明治23年） 北海道、千島、陸奥（青森県）、陸中（岩手県）を管轄
- 1902年（明治35年） 羽後（秋田県）を管轄
- 1909年（明治42年） 樺太を管轄
- 1911年（明治44年）庁舎を新築[1]。
- 1943年（昭和18年） 第二次世界大戦において函館税関廃止[1]。
- 1946年（昭和21年） 税関再開によって、函館税関を再設置[1]。
- 1968年（昭和43年） 現在の函館港湾合同庁舎が完成し移転[1]。旧庁舎には海上自衛隊函館基地隊本部が移転した[1]。

## 函館税関長
| 氏名      | 出身校 | 在任期間   | 前職                     | 後職 |
| --------- | ------ | ---------- | ------------------------ | ---- |
| 佐野 泰昭 |        | 2021年9月‐ | 防衛装備庁長官官房総務官 |      |

### 戦前
- 河野通猷 ‐ 1875年就任。初代
- 野田鷹雄 ‐ 1884年就任
- 勝田主計
- 菅原伝
- 三好海三郎 ‐ 1902年就任。東京帝国大学法科大学卒
- 菅原通敬
- 安西千賀夫 ‐ 日本大学卒
- 井上徳太郎 ‐ 1910年就任。東京帝大法科卒
- 井内勇
- 勝正憲
- 小西善七 ‐ 1921年就任。東京帝大法科卒
- 平山鼎 ‐ 1924年就任。東京帝大法科卒
- 西森猷太郎 ‐ 1928年就任。東京帝大法科卒
- 棚橋直馬
- 元尾光輝 ‐ 東京帝大学法科卒
- 太田亀太郎 ‐ 1932年就任。東京帝大法科卒
- 榎谷孝典 ‐ 東京帝大法学部卒
- 宇井義夫

## 組織
| 部     | 主な事務           | 主な事務                                                                     |
| ------ | ------------------ | ---------------------------------------------------------------------------- |
| 総務部 | 総務課             | 税関の所掌事務の総合調整                                                     |
| 総務部 | 人事課             | 職員の任用、服務、人事及び給与、職員の福利厚生                               |
| 総務部 | 会計課             | 会計、行政財産及び物品の管理                                                 |
| 総務部 | 企画調整官         | 港湾事情等に関する調査                                                       |
| 総務部 | システム企画調整官 | 電子情報処理組織に関する情報に関する事務                                     |
| 総務部 | 税関広報広聴官     | 税関についての広報及び広聴                                                   |
| 総務部 | 税関考査官         | 税関の所掌事務の運営に関する考査                                             |
| 総務部 | 税関監察官         | 税関所属職員の服務に関する監察                                               |
| 監視部 | 管理課             | 監視部の運営に関する総合調整                                                 |
| 監視部 | 密輸対策企画室     | 監視取締りの実施及び機器の導入に関する企画・立案                             |
| 監視部 | 統括監視官         | 取締：船舶、航空機の監視取締り、旅客・乗組員の携帯品等の取締り、検査及び徴税 |
| 監視部 | 統括監視官         | 検査：輸出入貨物等に関する検査                                               |
| 監視部 | 特別監視官         | 監視取締りに関して特に処理困難なもの                                         |
| 監視部 | 保税地域監督官     | 保税地域等の許可又は承認                                                     |
| 監視部 | 密輸対策管理官     | 密輸対策企画室の事務                                                         |
| 業務部 | 管理課             | 業務部の運営に関する総合調整、関税、内国消費税等の納付又は徴収事務           |
| 業務部 | 統括審査官         | 総括：輸出入貨物に係る事務の総合調整                                         |
| 業務部 | 統括審査官         | 通関：輸出入貨物等に関する申告書等の受理及び審査に関すること                 |
| 業務部 | 特別審査官         | 輸入：輸入申告に関して特に処理困難なもの                                     |
| 業務部 | 特別審査官         | 輸出：輸出申告に関して特に処理困難なもの                                     |
| 業務部 | 通関業監督官       | 通関業者の監督及び通関士に関する事務                                         |
| 業務部 | 税関相談官         | 税関の所掌事務に係る相談及び苦情に関する事務                                 |
| 業務部 | 関税鑑査官         | 輸入貨物に係る関税率表の統一的な解釈及び摘要に関すること                     |
| 業務部 | 原産地調査官       | 原産地認定の統一的な解釈及び適用に関すること                                 |
| 業務部 | 認定事業者管理官   | 特定保税承認者及び特定保税運送者の承認に関すること                           |
| 業務部 | 知的財産調査官     | 知的財産に関する事務                                                         |
| 業務部 | 関税評価官         | 関税評価に関する事務                                                         |
| 調査部 | 管理課             | 調査部の運営に関する総合調整                                                 |
| 調査部 | 調査統計課         | 外国貿易統計の作成                                                           |
| 調査部 | 統括調査官         | 輸入貨物の価格の調査、輸出入された貨物の調査                                 |
| 調査部 | 特別関税調査官     | 輸入貨物の調査に関して特に処理困難なもの                                     |
| 調査部 | 統括審理官         | 犯則事件の調査及び処分                                                       |
| 調査部 | 特別審理官         | 特に重大な犯則事件に係るもの                                                 |
| 調査部 | 情報管理官         | 犯則情報：犯則事件に関する情報の管理及び分析                                 |
| 調査部 | 情報管理官         | 通関情報： 輸出入貨物、船舶、航空機及び旅客の取締りに関する情報に関する事務  |

## 管内支署・出張所
|                  |                                                              |                                                             | 所在地 | 管轄 |
| ---------------- | ------------------------------------------------------------ | ----------------------------------------------------------- | --- | --- |
| 函館税関本関     | 函館税関本関                                                 | 函館税関本関                                                | 北海道函館市海岸町24-4 函館港湾合同庁舎 | 北海道、青森県、岩手県、秋田県 |
|                  | 札幌税関支署                                                 | 札幌税関支署                                                | 北海道札幌市中央区大通西10丁目 札幌第2合同庁舎 | 北海道のうち 札幌市、旭川市、夕張市、岩見沢市、留萌市、美唄市、芦別市、江別市 赤平市、士別市、名寄市、三笠市、滝川市、砂川市、歌志内市、深川市 富良野市、恵庭市、北広島市 石狩郡、空知郡、夕張郡、樺戸郡、雨竜郡、上川郡（新得町、清水町を除く） 増毛郡、留萌郡、苫前郡 |
|                  | 留萌出張所                                                   | 北海道留萌市大町3丁目37番地の1 留萌港湾合同庁舎             | 北海道のうち 留萌市、士別市、名寄市、深川市 雨竜郡、上川郡（和寒町、剣淵町、下川町） 増毛郡、留萌郡、苫前郡 | |
| 旭川空港出張所   | 北海道上川郡東神楽町東2線16号98番地 旭川空港ターミナルビル内 | 北海道のうち 旭川市、上川郡東神楽町のうち旭川空港           | | |
| 小樽税関支署     | 小樽税関支署                                                 | 北海道小樽市港町5番2号 小樽地方合同庁舎                     | 北海道のうち 小樽市、石狩市 島牧郡、寿都郡、磯谷郡、虻田郡（豊浦町、洞爺湖町を除く） 岩内郡、古宇郡、積丹郡、古平郡、余市郡 | |
|                  | 石狩出張所                                                   | 北海道石狩市新港中央1丁目202番地 新港ビル                   | 北海道のうち 小樽市（銭函）、石狩市 | |
| 室蘭税関支署     | 室蘭税関支署                                                 | 北海道室蘭市入江町1番13 室蘭地方合同庁舎                    | 北海道のうち 室蘭市、登別市、伊達市 虻田郡（豊浦町、洞爺湖町）、有珠郡、白老郡 | |
| 釧路税関支署     | 釧路税関支署                                                 | 北海道釧路市南浜町5番9号 釧路港湾合同庁舎                   | 北海道のうち 釧路市、帯広市、北見市、網走市、紋別市 網走郡、斜里郡、常呂郡、紋別郡、河東郡、上川郡（新得町、清水町） 河西郡、広尾郡、中川郡（美深町、音威子府村、中川町を除く） 足寄郡、十勝郡、釧路郡、厚岸郡、川上郡、阿寒郡、白糠郡 | |
|                  | 網走出張所                                                   | 北海道網走市港町5番8号 網走港港湾管理事務所                 | 北海道のうち 北見市、網走市、網走郡、斜里郡、常呂郡 | |
| 紋別出張所       | 北海道紋別市新港町2丁目28番地の2 紋別市港湾合同庁舎          | 北海道のうち 紋別市、紋別郡                                 | | |
| 十勝出張所       | 北海道広尾郡広尾町会所前6丁目2                               | 北海道のうち 帯広市、河西郡、広尾郡                         | | |
| 苫小牧税関支署   | 苫小牧税関支署                                               | 北海道苫小牧市港町1丁目6番15号 苫小牧港湾合同庁舎           | 北海道のうち 苫小牧市（新千歳空港を除く） 勇払郡、沙流郡、新冠郡、浦河郡、様似郡、幌泉郡、日高郡 | |
|                  | 通関部門                                                     | 苫小牧市入船町1丁目3番12 函館税関苫小牧コンテナ検査センター | | |
| 稚内税関支署     | 稚内税関支署                                                 | 北海道稚内市末広5丁目6番1号 稚内地方合同庁舎                | 北海道のうち 稚内市 中川郡（美深町、音威子府村、中川町）、天塩郡、宗谷郡、枝幸郡 礼文郡、利尻郡 | |
| 根室税関支署     | 根室税関支署                                                 | 北海道根室市花咲港434番地 花咲港湾合同庁舎                  | 北海道のうち 根室市、野付郡、標津郡、目梨郡 | |
| 千歳税関支署     | 千歳税関支署                                                 | 北海道千歳市美々 新千歳空港国際線旅客ターミナルビル         | 北海道のうち 苫小牧市（新千歳空港）、千歳市 | |
| 青森税関支署     | 青森税関支署                                                 | 青森県青森市青柳1丁目1番2号 青森港湾合同庁舎                | 青森県のうち 青森市、弘前市、黒石市、五所川原市、むつ市、つがる市、平川市 東津軽郡、西津軽郡、中津軽郡、南津軽郡、北津軽郡 上北郡（野辺地町及び横浜町）、下北郡                                                                        | |
|                  | 青森空港出張所                                               | 青森県青森市大字大谷字小谷1番5号 青森空港ターミナルビル     | 青森県のうち 青森市青森空港 | |
| 八戸税関支署     | 八戸税関支署                                                 | 青森県八戸市築港街2丁目16番 八戸港湾合同庁舎                | 青森県のうち 八戸市、十和田市、三沢市、上北郡（野辺地町及び横浜町を除く）、三戸郡 岩手県のうち 久慈市、二戸市、九戸郡、二戸郡 | |
| 大船渡税関支署   | 大船渡税関支署                                               | 岩手県大船渡市大船渡町字赤沢17番地の3 大船渡地方合同庁舎    | 岩手県のうち 大船渡市、一関市、陸前高田市、奥州市 胆沢郡、西磐井郡、気仙郡 | |
| 釜石税関支署     | 釜石税関支署                                                 | 岩手県釜石市魚河岸1番2号 釜石港湾合同庁舎3階                | 岩手県のうち 盛岡市 、宮古市、花巻市、北上市、遠野市、釜石市、八幡平市、滝沢市 岩手郡、紫波郡、和賀郡、上閉伊郡、下閉伊郡 | |
|                  | 宮古出張所                                                   | 岩手県宮古市小山田1丁目1番1号 宮古合同庁舎                  | 岩手県のうち 宮古市、下閉伊郡 | |
| 秋田船川税関支署 | 秋田船川税関支署                                             | 秋田県秋田市土崎港西1丁目7番35号 秋田港湾合同庁舎           | 秋田県 | |
|                  | 秋田空港出張所                                               | 秋田県秋田市雄和椿川字山龍48番地3 秋田空港ターミナルビル    | 秋田県のうち 秋田市秋田空港 | |